# Покропивная
Покропивная (укр. Покропивна) — село в Козловской поселковой общине Тернопольского района Тернопольской области Украины.
Код КОАТУУ — 6123086901. Население по переписи 2001 года составляло 601 человек.
До 2020 года входило в Козовский район.

## Географическое положение
Село Покропивная находится на левом берегу реки Высушка,
выше по течению на расстоянии в 1 км расположено село Озёрная,
ниже по течению на расстоянии в 2 км расположен посёлок Козлов.

## История
- 1544 год — дата основания.

## Объекты социальной сферы
- Покропивнянский НВК.
- Клуб.
- Фельдшерско-акушерский пункт.

## Достопримечательности
- Братская могила советских воинов.